# Kim Myong-hyok
Kim Myong-hyok (kor. 김명혁; ur. 3 grudnia 1990) – północnokoreański sztangista, brązowy medalista igrzysk olimpijskich i dwukrotny  medalista mistrzostw świata.

## Kariera
Na igrzyskach olimpijskich w Londynie w 2012 roku wywalczył brązowy medal w wadze lekkiej. W zawodach tych wyprzedzili go jedynie Chińczyk Lin Qingfeng i Triyatno z Indonezji. Pierwotnie Kim zajął czwarte miejsce, jednak w 2020 roku zdyskwalifikowany za doping został Răzvan Constantin Martin z Rumunii (3. miejsce), a brązowy medal przyznano Koreańczykowi. Na rozgrywanych cztery lata później igrzyskach olimpijskich w Rio de Janeiro w tej samej kategorii wagowej spalił wszystkie próby w podrzucie i ostatecznie nie był klasyfikowany. Zdobył ponadto brązowe medale na mistrzostwach świata we Wrocławiu (2013) i mistrzostwach świata w Ałmaty (2014).